# Mark Hope
Mark Bryan Hope (sinh ngày 13 tháng 6 năm 1970) là một cựu cầu thủ bóng đá người Anh thi đấu ở Football League ở vị trí trung vệ cho Darlington.
Hope gia nhập Third Division Darlington từ câu lạc bộ Porthleven vào tháng 1 năm 1997, và có màn ra mắt vào ngày 11 tháng 1 trên sân khách trước đội đầu bảng Fulham. Thi đấu ở giữa trong 3 trung vệ, ông bị thay ra sau 65 phút với việc Darlington thua 2 bàn trong 3 phút để thất bại 3–0, và không bao giờ thi đấu league football lại nữa.